# Giữ lại hạnh phúc
"Giữ lại hạnh phúc" là tên một đĩa đơn của ca sĩ Thu Phương. Bài hát này được sản xuất bởi ca sĩ Thu Phương & nhạc sĩ Anh Tú vào tháng 7 năm 2015, được phát hành như là một đĩa đơn độc lập dưới dạng file tải nhạc kỹ thuật số và video ca nhạc trực tuyến. Nội dung bài hát kể về nỗi đau có thật của chính tác giả Anh Tú, như anh nói "Đây là bài hát mang nhiều ý nghĩa với tôi vì là câu chuyện và là nỗi đau có thật. Với những cảm xúc mà tôi gửi gắm trong bài hát, chỉ có người đàn bà từng trải, hiểu chuyện, hiểu đời và đi qua mọi cung bậc của nỗi đau, hạnh phúc như Thu Phương mới có thể truyền tải trọn vẹn. Đó là lý do tôi tin tưởng trao ca khúc này cho chị".
Qua ca khúc, Thu Phương muốn khơi gợi lại những hình ảnh của một thời để truyền tải tới khán giả một thông điệp rằng: "Trên con đường kiếm tìm hạnh phúc luôn có những khúc quanh, ngã rẽ mà cuộc đời sắp đặt. Chỉ cần một đôi phút xao lãng, chúng ta sẽ đánh mất đi cả hạnh phúc của mình".

## Tham gia sản xuất
- Ca sĩ: Thu Phương[4]
- Nhạc sĩ: Anh Tú
- Đạo diễn: Vũ Lâm
- Sản xuất video: Minh Quốc
- Giám sát: Minh Tiến
- D.O.P: Hoàng Lâm
- Cam OP: Vũ Hồng Thắng
- Editor – Colorist: Song Hà
- Ekip sản xuất video: Celeb Media
- Hãng phát hành: D&D Entertainment

## Danh sách track và định dạng
- Đĩa đơn & video ca nhạc trực tuyến tại Việt Nam
  - A "Giữ lại hạnh phúc" – 5:13 (định dạng đĩa đơn) (hát cùng Anh Tú)
  - B "Giữ lại hạnh phúc" – 6:11 (định dạng video ca nhạc) (hát solo)

## Video âm nhạc
Video âm nhạc của đĩa đơn phản ánh giai đoạn quá khứ, lấy bối cảnh là Hà Nội những năm 1980, có cảnh Thu Phương bước đi ở sân ga. Ca sĩ kể nơi này đặc biệt bởi nó chứng kiến những cảm xúc xáo trộn, hoang mang với cuộc sống mới và những chuyến tàu đêm vội vàng khi từ Hà Nội về thăm nhà tại Hải Phòng.
Ngoài ra, trong video ca nhạc cũng xuất hiện những hình ảnh chuyến tàu, sân ga, căn nhà cổ, chiếc máy khâu, ti-vi đen trắng, bức tranh, ấm nước hay cả con lật đật mang về từ Nga...trong thời kỳ sau bao cấp những năm 80 tại miền Bắc.
| “                       | "Hạnh phúc sẽ chỉ là mơ nếu không giữ gìn..." | ” |
| — Một câu hát trong bài |                                               |   |

## Đón nhận từ công chúng
Bài hát đã đạt hơn 3 triệu lượt nghe trên trang nghe nhạc trực tuyến Zing ngay trong tuần đầu ra mắt và xuất hiện nhiều tại các diễn đàn và kênh nghe nhạc trực tuyến khác. Ca khúc cũng được Thu Phương trình diễn trên Gala chương trình Giọng hát Việt năm 2015.

## Xếp hạng
| Bảng xếp hạng               | Vị trí cao nhất |
| --------------------------- | --------------- |
| Zing Top Song tháng 10/2015 | 12              |

## Liveshows
- Giữ lại hạnh phúc: 14/2 tại Hoa Kỳ[7],19/2 & 19/3 tại Việt Nam[8][9]